# La Frontière (Star Trek)
Pour les articles homonymes, voir La Frontière.
La Frontière (The Savage Curtain) est le vingt-deuxième épisode de la troisième saison de la série télévisée Star Trek. Il fut diffusé pour la première fois le 7 mars 1969 sur la chaîne américaine NBC.
Sur la planète Excalbia, une créature du nom de Yarnek qui a pris la forme d'Abraham Lincoln, « invite » Kirk et Spock à combattre en compagnie de deux figures légendaires Terrienne et Vulcaine.

## Distribution

### Acteurs principaux
- William Shatner — James T. Kirk (VF : Yvon Thiboutot)
- Leonard Nimoy — Spock (VF : Régis Dubost)
- DeForest Kelley — Leonard McCoy
- James Doohan — Montgomery Scott
- George Takei — Hikaru Sulu
- Nichelle Nichols — Nyota Uhura
- Walter Koenig — Pavel Chekov

### Acteurs secondaires
- Lee Bergere - Abraham Lincoln
- Barry Atwater - Surak
- Phillip Pine - Colonel Phillip Green
- Arell Blanton - Chef de la sécurité
- Carol Daniels DeMent - Zora
- Robert Herron - Kahless
- Nathan Jung - Genghis Khan
- Bart LaRue - Voix de Yarnek
- Janos Prohaska - Yarnek

## Résumé
L'Enterprise approche de la planète volcanique d'Excalbia afin de mener une expédition géologique. Alors qu'ils détectent que la planète est volcanique et n'abrite aucune forme de vie, l'image d'Abraham Lincoln flottant dans l'espace apparaît sur leur écran. Celui-ci entre en relation avec le capitaine Kirk et son équipage. Il dit être le véritable Lincoln et venir dans une mission pacifique. Téléporté à l'intérieur du vaisseau, Lincoln paraît amical et invite Kirk et Spock à venir sur la planète Excalbia. Malgré les réticences du docteur McCoy et de Scotty, ils acceptent de le suivre, histoire de savoir de quoi il retourne.
Toutefois, une fois sur Excalbia, Kirk et Spock découvrent qu'ils ont été téléportés sans leur phaseur et leur tricordeur. Ils sont présentés à Surak, un vulcain qui est connu pour être le père de la civilisation vulcaine. Ils sont amenés vers Yarnek, un extra-terrestre rocheux issu de la planète Excalbia qui souhaite en savoir plus sur la philosophie humaine et leur concept de bien et de mal. L'équipe composée de Surak, Spock, Kirk et Lincoln se voit opposée à de nouveaux arrivants représentant le mal : le colonel Green, un ancien militaire terrien responsable d'un génocide au XXIe siècle, Kahless, le fondateur de l'empire Klingon, Zora, une femme qui a conduit des expériences brutales sur les tribus de Tiburon et Genghis Khan. Alors que le capitaine Kirk tente de s'opposer à Yarnek, il se blesse en le touchant, son corps étant à la même température que la lave en fusion. Yarnek disparaît alors.
Green propose à Kirk et son camp que tous s'allient ensemble contre Yarnek. Toutefois, il s'agit d'une ruse afin de détourner l'attention d'une attaque par son camp. Toutefois la bataille est finalement remportée par les « bons » qui mettent en fuite leurs opposants. Yarnek réapparaît et autorise Kirk à appeler l'Enterprise. Il apprend par Scotty que le vaisseau est en train tomber en panne de courant et qu'il s'écrasera d'ici quelques heures. Yarnek leur explique qu'il en est à l'origine, afin de pousser Kirk et son camp à l'action face à une potentielle récompense.
Alors que Kirk et son équipe trouvent une base d'attaque, Surak ne souhaite pas participer à des actes de violence. Il se tourne vers l'autre camp et leur propose un cessez-le-feu. Green capture Surak et le torture afin qu'il serve d'appât à Kirk et son équipe. Tandis que Spock refuse de secourir Surak, y voyant là une ruse de Green, Kirk et Lincoln ne peuvent se résoudre à entendre les tortures et décident de le sauver. Toutefois lorsque Lincoln trouve Surak, celui-ci est déjà mort et Green en profite pour tuer Lincoln qui s'effondre sous les yeux de Spock et Kirk. Une bataille s'engage entre tous, dans laquelle Kirk et Spock finissent par battre Green et mettre ses acolytes en fuite.
Yarnek apparaît : à ses yeux il n'a trouvé aucune différence entre le bien et mal. Kirk lui affirme que la différence en était la motivation : alors que Green et ses compagnons se battaient pour devenir puissants, Kirk, Spock et les autres se battaient dans le but de sauver l'Enterprise. Yarnek les remercie et les ramène sur le vaisseau.

### Continuité
- Plusieurs des personnages présentés dans cet épisode réapparaîtront dans les séries dérivées de Star Trek : le colonel Green dans l'épisode L'enfant de Star Trek : Enterprise, Kahless l'inoubliable dans l'épisode Héritier légitime de Star Trek : The Next Generation (Rightful Heir), et Surak dans l'épisode Les dissidents de Star Trek : Enterprise.
- Le lieutenant Nyota Uhura n'apparaissant pas dans les deux autres épisodes de la série, il s'agit du dernier épisode dans lequel le casting principal est au complet.

## Production

### Écriture
L'idée à la base de l'épisode faisait partie des premières idées d'épisodes proposées par le créateur de la série, Gene Roddenberry le 11 mars 1965 sous le titre de Mr Socrates. L'épisode fut reproposé à l'équipe de production par Roddenberry le 8 mai 1968. La première version du script fut proposée le 11 septembre 1968. Dans cette version Surak s'appelait « Lvov » et l'équipe du « bien » comptait aussi un gourou hippie nommé Pon. Green s'appelait « Mister Green » et l'équipe du mal avait aussi Adolf Hitler parmi ses membres. Il devait aussi être sous-entendu que les combats étaient retransmis à travers la galaxie.
L'épisode ne soit réécrit par Arthur Heinemann à la mi-novembre effaçant l'idée de « jeux retransmis ». Le script fut finalisé le 27 novembre 1968 avant d'être partiellement réécrit par Arthur Singer et Fred Freiberger au cours du mois de décembre 1968.

### Casting
L'acteur Janos Prohaska avait aussi joué une créature à base de pierre dans l'épisode Les Mines de Horta.

### Tournage
Le tournage eut lieu du 11 au 19 décembre 1968 au studio de la compagnie Desilu sur Gower Street à Hollywood, sous la direction de Herschel Daugherty.
La combinaison portée par le personnage de Green avait déjà été créée pour l'épisode Le Piège des Tholiens et avait été réutilisée pour La Colère des dieux. Après l'arrêt de la série, elles fut réutilisée dix ans plus tard dans la première saison de Mork and Mindy.

## Diffusion et réception critique

### Diffusion américaine
L'épisode fut retransmis à la télévision pour la première fois le 7 mars 1969 sur la chaîne américaine NBC en tant que vingt-deuxième épisode de la troisième saison.

### Diffusion hors États-Unis
L'épisode fut diffusé au Royaume Uni le 24 novembre 1971 sur BBC One.
En version francophone, l'épisode est diffusé au Québec en 1971 par Télé-Métropole et son réseau d'affiliés. En France, l'épisode est diffusé le 12 août 1986 lors de la rediffusion de l'intégrale de Star Trek sur La Cinq.

### Réception Critique
L'épisode fut à l'époque bien reçu par les fans qui voulurent en savoir plus sur Surak, le père de la race des vulcains.
Dans un classement pour le site Hollywood.com, Christian Blauvelt place cet épisode à la 44e position sur les 79 épisodes de la série originelle. Pour le site The A.V. Club Zack Handlen donne à l'épisode la note de B trouvant que l'épisode est plus profond et plus amusant que le reste des épisodes de la saison, notamment l'ouverture de l'épisode avec Abraham Lincoln dans l'espace. Il trouve toutefois que l'épisode se base sur des prémisses similaires à Arena.

## Adaptation littéraire
L'épisode fut romancé sous forme d'une nouvelle de 25 pages écrite par l'auteur James Blish dans le livre Star Trek 6, un recueil compilant différentes histoires de la série et sorti en avril 1972 aux éditions Bantam Books.

## Éditions commerciales
Aux États-Unis, l'épisode est disponible sous différents formats. En 1988 et 1990, l'épisode est sorti en VHS et Betamax. L'épisode sortit en version remastérisée sous format DVD en 2001 et 2004.
L'épisode connu une nouvelle version remasterisée sortie le 28 juin 2008 : l'épisode fit l'objet de nouveaux effets spéciaux, notamment les plans de l'Enterprise et de la planète Excalbia qui seront refait à partir d'images de synthèse. Cette version est comprise dans l'édition Blu-ray, diffusée en décembre 2009.
En France, l'épisode fut disponible avec l'édition VHS de l'intégrale de la saison 3 en 2000. L'édition DVD est sortie en 2004 et l'édition Blu-ray le 22 décembre 2009.